# Aragoncillo
Aragoncillo és una pedània del municipi de Corduente, situada a 18 quilòmetres de Molina de Aragón. Té una població censada de 39 habitants aproximadament, una altitud de 1267 metres i un clima bastant fred en el context peninsular. Es troba als peus de l'alt d'Aragoncillo (1517 metres), sent aquesta la major altura de la zona.

## Història
Es va erigir el poble en època de repoblació, al costat de les ruïnes d'un poblat celtiber, i a poc es va instal·lar en el seu terme el monestir de Alcallech, que va ser ocupat per canonges regulars de Sant Agustín. Després, al segle xv, van habitar el cenobi durant gairebé cent anys les monges bernardas de Buenafuente, que van ser expulsades de la seva casa pels frares de Santa María de l'Horta. Avui no queda d'aquest monestir sinó unes restes mínimes, amb prou feines apreciables, en el lloc que al poble denominen «les monges», al peu mateix de la regió muntanyenca.

## Geografia
Prop d'Aragoncillo es conserva un dels pocs boscos petrificats del planeta. Es tracta de fòssils de coníferes del període Permià, sepultades per cendra volcànica.

## Persones il·lustres
- Jenaro Iritia Martínez, campió d'Espanya de 400 metres llisos en tres ocasions: 1977 en les modalitats de pista coberta i a l'aire lliure i 1978, així com recordista espanyol en la distància en diverses ocasions.